# Serra de fita

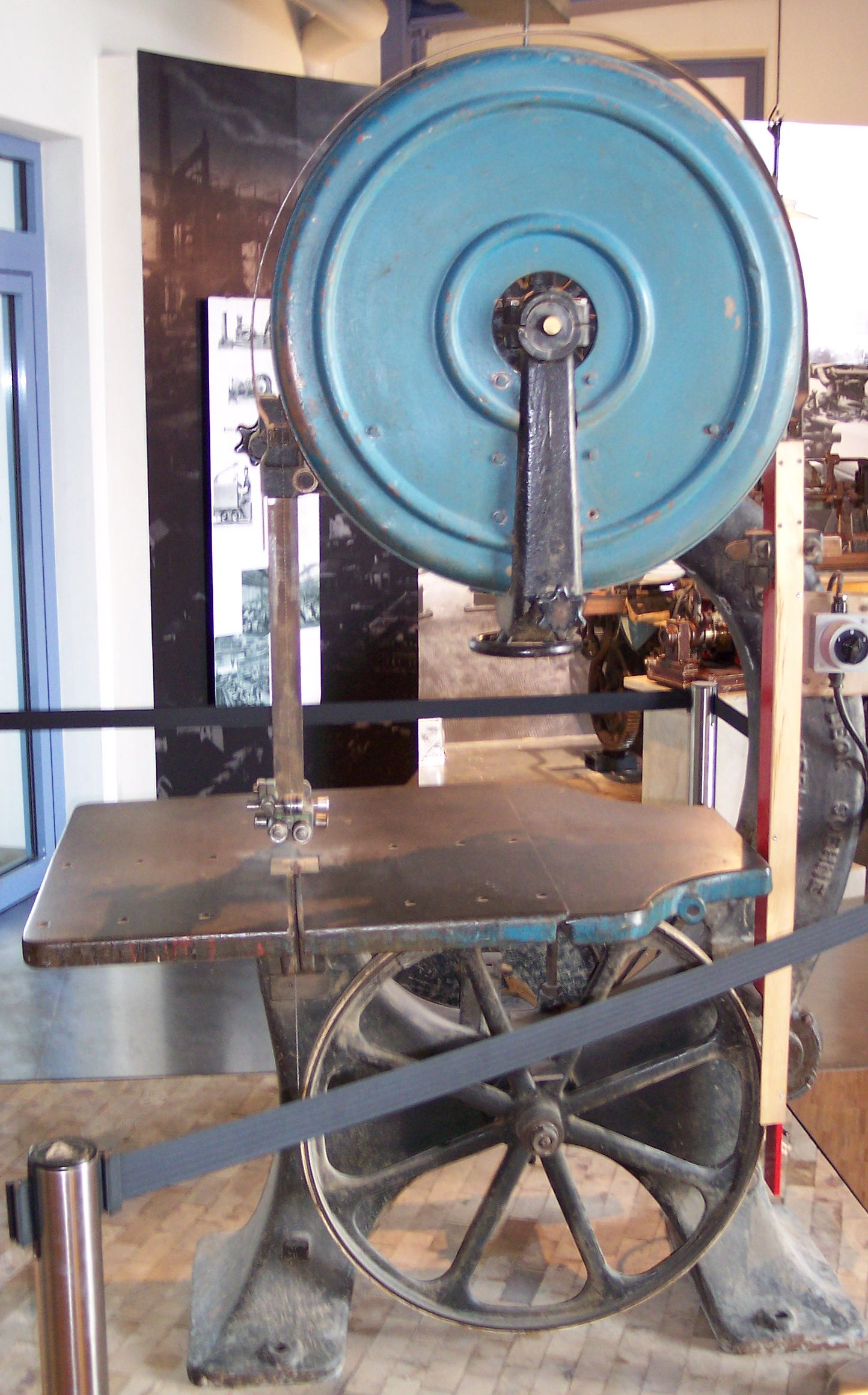
Serra de fita manual.

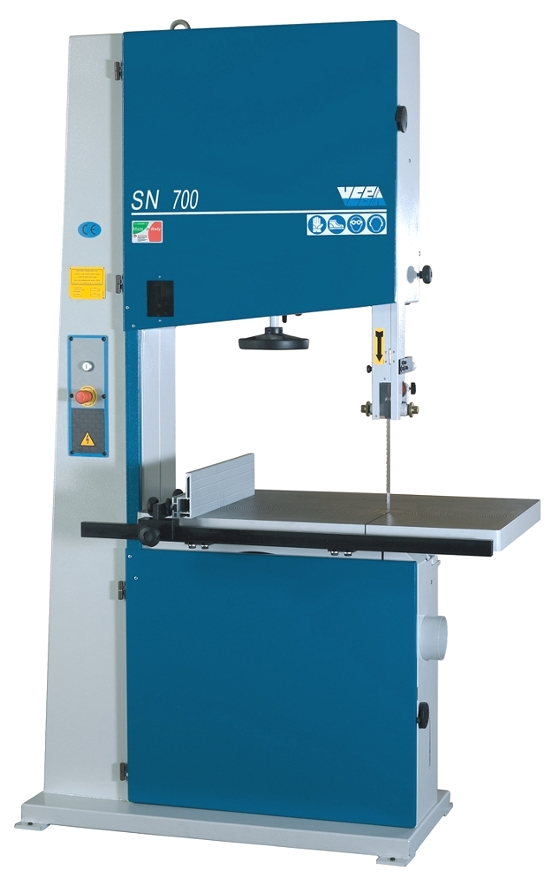
Serra de fita elétrica contemporânea.

Serra de fita (ou serra-fita) é uma máquina cuja fita de serra se movimenta continuamente, pela rotação de volantes e polias acionadas por um motor elétrico. A serra de fita tem uma versatilidade de trabalho muito grande, podendo realizar quaisquer tipos de cortes retos ou irregulares, tais como círculos ou ondulações. Também pode ser utilizada para o corte de materiais muito espessos, difíceis de serem cortados na serra circular. Pode ser de dois tipos: horizontal e vertical.
A serra-fita é muito utilizada para o desdobramento inicial de toras de madeira in natura, transformando-a em pranchas ou pranchões de madeira.
A fita é constituída de aço e requer constante manutenção de amolação, para que seja mantido o rendimento satisfatório no processo de corte.